# تشارلز إدوارد ميريام
تشارلز إدوارد ميريام (بالإنجليزية: Charles Edward Merriam) (و. 1874 – 1953 م) هو عالم سياسة من الولايات المتحدة الأمريكية ولد في آيوا.
وهو عضو في الحزب الجمهوري .

## التعليم
تعلم في جامعة كولومبيا، وجامعة آيوا.

## مناصب وهيئات
أدار جامعة شيكاغو.

## روابط خارجية
- تشارلز إدوارد ميريام على موقع الموسوعة البريطانية (الإنجليزية)
- تشارلز إدوارد ميريام على موقع إن إن دي بي (الإنجليزية)